# Robustiano
Robustiano  è un nome proprio di persona italiano maschile.

## Varianti
- Femminili: Robustiana

### Varianti in altre lingue
- Francese: Robustien[3]
- Inglese: Robustian
- Latino: Robustianus[1][3]

## Origine e diffusione
È un patronimico del cognomen romano Robustus, e significa quindi "figlio di Robusto", discendente di Robusto". Gli viene attribuito talvolta anche il significato di "robusto", "forte", "vigoroso", "valoroso" (o "forte nella fede" dal punto di vista religioso), che è quello proprio del nome Robusto.

## Onomastico
L'onomastico si può festeggia il 24 maggio in memoria di san Robustiano, martire a Milano, o il 31 agosto in onore di un altro san Robustiano, martire insieme con san Marco.

## Persone
- Robustiano Morosoli, politico italiano
- Robustiano Pellegrini, tastierista italiano